# Vruchtenlikeur
Een vruchtenlikeur is een likeur gebaseerd op vruchten. 
Een vaak gebruikte vrucht is sinaasappel, maar er zijn ook veel andere vruchten die geschikt zijn om in likeur verwerkt te worden. Ze kenmerken zich door een hoog suikergehalte en een meestal ook aanzienlijk alcoholgehalte: voor alle likeuren geldt een minimum alcoholgehalte van 15 procent en een minimale hoeveelheid suiker van 100 gram per liter. De kleur van de verwerkte vrucht wordt ook vaak benadrukt door een kleurtoevoeging.

## Lijst van vruchtenlikeuren met belangrijkste vrucht
- Amarula (marula)
- Apfelkorn (appel)
- Cointreau (sinaasappel)
- Curaçao (laraha)
- Grand Marnier (sinaasappel)
- Guavaberry (guavabes)
- Guignolet (kers)
- Kitron (citroen)
- Kruškovac (peer)
- Koum Quat (kumquat)
- Limoncello (citroen)
- Mandarine Napoléon (mandarijn)
- Maraschino (kers)
- Mirto (mirte)
- Nocino (walnoot)
- Oranjebitter/-likeur (larahaschillen)
- Passoa (passievrucht)
- Pisang Ambon (banaan)
- Sloe gin (sleedoorn)
- Southern Comfort (perzik)
- Triple Sec (sinaasappel)